# Kagman
Kagman – miasto w Marianach Północnych; na wyspie Saipan; według danych szacunkowych na rok 2009 liczy 3 940 mieszkańców. Ośrodek turystyczny; szóste co do wielkości miasto kraju.